# Prix Gémeaux de la meilleure interprétation pour une émission ou une série jeunesse
Le prix Gémeaux de la meilleure interprétation pour une émission ou une série jeunesse est une récompense télévisuelle remise par l'Académie canadienne du cinéma et de la télévision entre 1991 et 2009.

## Palmarès

### Meilleure interprétation
- 1991 - Jessica Barker, Le Club des 100 watts
- 1992 - Hugo Saint-Cyr, Watatatow
- 1993 - Vincent Bolduc, Les Débrouillards III
- 1994 - Marie-Claude Lefebvre, Zap
- 1995 - Jessica Barker, Les Intrépides
- 1996 - Robin Aubert, Radio Enfer
- 1997 - Micheline Bernard, Radio Enfer
- 1998 - Thomas Graton, Yves Soutière, Pin-Pon
- 1999 - Micheline Bernard, Radio Enfer
- 2000 - Danielle Proulx, Cornemuse

### Meilleur rôle principal
- 2001 - Micheline Bernard, Radio Enfer
- 2002 - Guy Jodoin, Dans une galaxie près de chez vous
- 2003 - Luc Bourgeois, Macaroni tout garni
- 2004 - Geneviève Néron, Réal-TV
- 2005 - Mirianne Brûlé, Ramdam
- 2006 - Catherine Proulx-Lemay, Une grenade avec ça?
- 2007 - Mariloup Wolfe, Ramdam
- 2008 - Rose-Maïté Erkoreka, Une grenade avec ça?
- 2009 - Mirianne Brulé, Ramdam

### Meilleur rôle de soutien
- 2001 - Sophie Faucher, Tohu-Bohu
- 2002 - Stéphane Crête, Dans une galaxie près de chez vous
- 2003 - Catherine Proulx-Lemay, Une grenade avec ça?
- 2004 - Sophie Cadieux, Watatatow